# Born to Run (nummer)
Born to Run is een nummer van de Amerikaanse rockzanger Bruce Springsteen uit 1975. Het is de eerste single van zijn derde studioalbum Born to Run. 
Springsteen speelde "Born to Run" voor het eerst in 1974 als het voorprogramma van Bonnie Raitt. Muziekrecensent Jon Landau is erbij en schrijft na afloop de beroemde woorden: "I saw rock and roll's future - and its name is Bruce Springsteen." Landau zou later Springsteens manager worden.
"Born to Run" kon wereldwijd op lovende recensies rekenen. Zo staat het nummer op de 21e positie in  The 500 Greatest Songs of All Time van muziekblad Rolling Stone en is het opgenomen in de Rock and Roll Hall of Fame. Toen het nummer net uit was, haalde het slechts in een paar landen de hitlijsten. In de Amerikaanse Billboard Hot 100 haalde het een bescheiden 23e positie, en in de Vlaamse Radio 2 Top 30 de 26e positie. Het nummer haalde de Nederlandse Top 40 echter niet. Wel werd het in Nederland een grote radiohit en kwam het uiteindelijk terecht in hitlijsten als de Top 2000 en de Q-top 1000.

## NPO Radio 2 Top 2000
| Nummer met noteringen in de NPO Radio 2 Top 2000 | '99 | '00 | '01 | '02 | '03 | '04 | '05 | '06 | '07 | '08 | '09 | '10 | '11 | '12 | '13 | '14 | '15 | '16 | '17 | '18 | '19 | '20 | '21 | '22 | '23 | '24 |
| ------------------------------------------------ | --- | --- | --- | --- | --- | --- | --- | --- | --- | --- | --- | --- | --- | --- | --- | --- | --- | --- | --- | --- | --- | --- | --- | --- | --- | --- |
| Born to Run                                      | 223 | 210 | 105 | 90  | 120 | 131 | 189 | 206 | 149 | 145 | 128 | 144 | 179 | 179 | 135 | 173 | 173 | 141 | 180 | 215 | 204 | 233 | 269 | 293 | 272 | 366 |

1. ↑  Een vetgedrukt getal geeft de hoogste notering aan.

E Street Band: Bruce Springsteen · Roy Bittan · Nils Lofgren · Patti Scialfa · Garry Tallent · Steven Van Zandt · Max Weinberg
Jake Clemons · Charles Giordano · Soozie Tyrell
Voormalige leden: Ernest Carter · Clarence Clemons · Danny Federici · Vini Lopez · David Sancious
Voormalige tourmuzikanten:
Everett Bradley · Barry Danielian · Clark Gayton · Curtis King · Suki Lahav · Ed Manion · The Miami Horns · Cindy Mizelle · Michelle Moore · Tom Morello · Curt Ramm · Jay Weinberg